# Ryan Colclough
Ryan Paul Colclough (Stoke-on-Trent, 27 december 1994) is een Engels voetballer die bij voorkeur als aanvaller speelt. Hij stroomde in 2012 door vanuit de jeugd van Crewe Alexandra.

## Clubcarrière
Colclough is geboren in Stoke-on-Trent. Hij speelde in de jeugdopleiding van Crewe Alexandra. In september 2012 werd hij bij het eerste elftal gehaald, nadat hij indruk maakte in de voorbereiding en bij het reservenelftal. Hij debuteerde voor Crewe Alexandra op 22 september 2013 in de League One tegen Leyton Orient. Op 26 januari 2013 scoorde hij zijn eerste profdoelpunt tegen AFC Bournemouth. Op 17 augustus 2013 scoorde hij twee doelpunten tegen Tranmere Rovers.